# 아르노 페터스
아르노 페터스(Arno Peters, 1916년 5월 22일 ~ 2002년 12월 2일)는 독일의 역사학자이자 지도 제작자로, 갈-페터스 도법에 기초해 페터스 세계 지도로 발전시켰다.
독일 베를린에서 태어났으며, 1930년대 후반에 미국의 영화 제작 기술을 공부한 뒤, 영화 제작자로서의 경력을 쌓으며 당시 독일의 영화 산업에 변혁을 일으켰다. 1945년 베를린 대학교에서 정치 선전에 관한 논문으로 박사 학위를 받았다. 그의 이런 관심은 '동등한 시각으로 보는 세계 역사'(synchronoptic world history) 연구로 이어졌는데, 매 연도 마다 항상 일정한 공간을 차지하는 연대기를 만드는 것 등을 통해, 세계의 모든 사람들에게 동등한 발언권을 주는 것에 초점을 맞추는 프로젝트였다. 이 프로젝트는 1974년 피터스 세계 지도로 마무리되었다.
이후 2002년 세상을 떠날 때까지 독일 브레멘에서 일했다.